# Bakugan – Spieler des Schicksals
Bakugan – Spieler des Schicksals (jap. 爆丸バトルブローラーズ, Bakugan Batoru Burōrāzu, kurz Bakugan) ist eine Anime-Fernsehserie, die ein Spiel zum Thema hat. Das Spiel erschien bei Sega Toys in Japan. Regisseur der Serie ist Mitsuo Hashimoto, der die Serie mit den Animationsstudios Japan Vistec und TMS Entertainment nach einem Originalkonzept von Sega Toys entwickelte und produzierte. Die Serie ist in die Genres Shōnen, Action und Science-Fiction einzuordnen.

## Handlung

### Staffel 1
Im Jahr 2050 fallen auf der ganzen Welt merkwürdige Kugeln und Karten vom Himmel, die von vielen Kindern und auch Erwachsenen aufgelesen werden. Durch Zufall wird später entdeckt, dass diese Kugeln, inzwischen Bakugans genannt, Lebewesen von einem Planetensystem namens Vestroia sind. Kinder aus aller Welt beginnen sich über das Internet zu organisieren und tragen Kämpfe mit diesen Bakugans aus, unwissend, dass es echte Lebewesen sind.
Der in Kōbe lebende zwölfjährige Dan Kuso findet ein Pyrus-Bakugan namens Dragonoid („Drago“), das sprechen kann. Durch Drago kommt ans Licht, dass die Bakugans richtige Lebewesen sind und es verachten, wie die Menschen sie behandeln. Nach einigen Streitereien freunden sich Dan und Drago miteinander an. Die Bakugans von anderen Kindern in Dans Umgebung, Runos „Tigrerra“ und Maruchos „Preyas“, können ebenfalls sprechen. Gemeinsam gründen die Drei die Gemeinschaft der „Schicksalsspieler“, denen sich schon bald auch Julie mit „Gorem“ und Shun mit „Skyress“ anschließen.
Plötzlich versucht ein böser Bakugan genannt Naga, den Kern der Ruhe, eine riesige Kugel aus negativer Energie, der zusammen mit dem positive Kern der Unendlichkeit Vestroia ausbalanciert, zu nehmen. Dan und seinen Freunden gelingt es, die beiden Kerne zusammenzubringen und sowohl die Erde als auch Vestroia zu stabilisieren. Anschließend verlassen die Bakugans ihre Besitzer, um für ihre Artgenossen in New Vestroia da zu sein.

### Staffel 2
Einige Jahre sind nach dem Sieg gegen Naga und seine Gefolgsleuten vergangen. Doch der Frieden auf New Vestroia dauert nicht lange. Denn plötzlich tauchen die Vestals auf und nehmen die Bakugan gefangen. Als Drago diese schreckliche Tragödie mitansehen muss, kehrt er zu seinem alten Partner Dan Kuso auf die Erde zurück.
Dan und Marucho kehren schließen nach New Vestroia zurück und treffen auf den Bakugan-Widerstand (Mira Fermin, Ace Grit und Baron Leltoy) Gemeinsam gelingt es den Jugendlichen, die drei Dimensionssteuergeräte zu zerstören und die Bakugan zu befreien. 
Sechs Monate später planen die Vexos ein neues Chaos. Mit dem BV-System wollen sie alle Bakugans auf New Vestroia auslöschen. Doch Dan und seine Freunde können den Kampf gegen die Vexos gewinnen.

### Staffel 3
Es gibt nun den Bakugan-Interspace, wo alle Kids Bakugan spielen können, ohne dass jemand verletzt wird. Doch plötzlich taucht eine Nethianerin namens Fabia Sheen auf und will Dan und die anderen Schicksalsspieler um Hilfe bitten. Zuerst glauben sie ihr nicht und halten die Nethianer für Spione. Doch dann kommt schließlich die Wahrheit heraus und zusammen mit der Hilfe der Schicksalsspieler können die Nethianer ihre Heimat gegen die Gundalianer beschützen.

### Staffel 4
Dan und Drago sind nun die Helden im Bakugan-Interspace. Doch Dan bekommt immer wieder Kopfschmerzen und Visionen von einem bösen maskierten Mann namens Mag-Mal. Es stellt sich schließlich heraus, dass Dan und Drago eine Verbindung zu Mag-Mal und sein Bakugan haben. Doch auch den Kampf gegen Mag-Mal kann Dan schließlich gewinnen. Am Ende trennen sich Dan und Drago schließlich von ihren Freunden, um eigene Wege zu gehen. 

## Spiel
Zu Beginn des Spiels wird eine Torkarte geworfen. Berührt die Torkarte den Boden, löst sie sich auf und erzeugt einen Kampfbereich von rund 10 Kilometern, der Innenkartenbereich genannt wird. Außerdem friert diese Torkarte die Zeit im Außenkartenbereich ein und lässt Bakugans zu ihren wahren Formen mutieren. Des Weiteren kann die vom Spieler geworfene Torkarte auch die G-Power seines Bakugans erhöhen sowie die Regeln zu seinen Gunsten ändern.
Anschließend muss man das Bakugan auf die Torkarte werfen. Landen zwei Bakugans auf derselben Torkarte, beginnt ein Kampf. Dabei kommen Fähigkeitskarten zum Einsatz, die mehrmals verwendet werden können und den jeweiligen Bakugan zusätzliche Kräfte verschaffen. Gewinnt ein Bakugan, besitzt der Partner des Bakugans nun die Torkarte, auf der der Kampf stattgefunden hat. Es gewinnt derjenige, der als erstes drei Torkarten gewinnt. Jedes Bakugan besitzt ein G-Power Level, das die Kraft des jeweiligen Bakugans bestimmt.

## Charaktere
Daniel (Dan) Kuso
Dan ist ein zwölfjähriger Junge, der mit seinen Freunden das Spiel Bakugan entwickelte. Er ist aufgeweckt und hat viel Temperament und Ehrgeiz. Sein Traum ist es, der weltbeste Bakugan-Spieler zu werden. Mit Drago versteht er sich zu Beginn nicht sehr gut, nach einigen Schwierigkeiten wird Dan aber von Drago akzeptiert und die beiden werden ein Team. Früher hat Dan nur mit Kraft Bakugan gespielt, aber nach Dragos Hilfe spielt er jetzt mit einer Strategie. Sein Merkmal ist die hinauf in die Haare geschobene Sonnenbrille, die Dan unter Tags immer trägt.
Shun Kazami
Der dreizehnjährige Shun ist der beste Freund von Dan. Als seine Mutter ins Krankenhaus kommt und er zu seinen Großvater ziehen muss, darf er kein Bakugan mehr spielen. Shuns Bakugan ist Skyress. Im Lauf der Geschichte wird er außerdem zum Ninja ausgebildet. Er ist in der Geschichte der ruhige und zurückgezogene Charaktere, was sich im Lauf der Serie allerdings ändert. Er hat lange, schwarze Haare, die im Nacken zu einem Zopf zusammengebunden sind (ähnlich wie bei den Anime-Samurai). Nach dem Ende der Serie hat er diesen Zopf jedoch nicht mehr.
Choji, Marucho Marukura
Der elf Jahre alte Marucho ist ein reicher Junge, der nach einiger Zeit in die Nachbarschaft von Dan zieht. Auch er ist ein Schicksalsspieler, sein Bakugan ist Preyas. Marucho geht beim Bakuganspielen besonders strategisch vor. Er hat sich früher oft den Willen anderer gebeugt, was ihm mit der Zeit sehr zur Belastung wurde. Er hat blonde Haare und blaue Augenfarbe.
Runo Misaki
Runo ist 12 Jahre alt und wohnt in der Nähe von Dan. Runo ist sehr stur und streitet sich deswegen öfters mit Dan. Runos Bakugan ist Tigrerra. Durch ihr aufbrausendes Temperament hat sie eine charakteristische Ähnlichkeit mit Dan und hegt unbewusst Gefühle für ihn. Ihre Haarfarbe ist hellblau und ihre Augenfarbe Grün. In der zweiten Serie Bakugan: New Vestroia ist sie bereits ein Nebencharakter und taucht in den 2 darauffolgenden Serien immer seltener auf.
Julie Makimoto
Die zwölfjährige Julie ist auch eine Schicksalsspielerin. Ihr Bakugan ist Gorem. Sie hängt die ganze Zeit an Dan, verliebt sich später aber in Billy. Ihre Schwester Daisy war fast immer in allem besser als Julie, was sie oft ärgert. Sie ist sehr sanftmütig, kann in einer Kampfsituation aber trotzdem gut handeln. Ihre Haarfarbe ist Silber und ihre Augenfarbe Dunkelblau. Auch sie taucht in den 3 darauffolgenden Serien immer seltener auf.
Alice Gehabdich/Masquerade
Wie die anderen gehört die zwölfjährige Alice zu den Schicksalsspielern, spielt aber selbst nicht Bakugan. Jedoch ist sie eine ausgezeichnete Bakuganstrategin. Ihr Großvater Michael ist ein berühmter Wissenschaftler. Als Alice ihren Großvater im Labor besucht hatte, hat einer seiner Erfindungen dafür gesorgt, dass die negative Energie aus Verstroia auf die Erde gelangt. Dies hatte auch Auswirkungen auf Alice und ihren Großvater, da beide der negativen Energie ausgesetzt waren. Daraufhin wurde aus Michael Hal-G, und Alice bekam eine zweite Persönlichkeit: Masquerade.
Joe Brown
Joe, auch bekannt als „Webmaster-Joe“, hat die Homepage für die Bakugan-Spieler ins Leben gerufen. Er ist am Anfang sehr krank und muss im Krankenhaus bleiben. Als ihn im Traum das Bakugan Wavern erscheint, wird er wieder gesund und unterstützt die Schicksalsspieler. Wavern wird sein Bakugan, sie ist die jüngere Schwester von Naga. Er hat meist ein freundliches Lächeln in seinen Gesicht. Selbst in Kampfsituationen scheint er nie böse oder aggressiv zu werden. Er gehört nur in der ersten Serie zu den Hauptcharakteren und taucht danach nie wieder auf.

## Bakugans
Dragonoid – Pyrus (Feuer) Er entwickelte sich als erstes. Nachdem er mit Dan seine Freunde besiegt hat, wird er zum Überbakugan. Später trennt er sich wieder von den beiden Kernen, um sein Land zu retten. Sein Spitzname ist Drago. Er entwickelt sich später zu Delta Dragonoid. Drago wollte früher seine Welt Vestroia allein retten, aber später wurde ihm klar, dass er die Hilfe von den Spielern und ihren Bakugans unbedingt benötigt.
Skyress – Ventus (Wind/Luft) Sie entwickelt sich nach dem Test in der Doom Dimension in Ventus Storm Skyress. Sie ist das Geschenk von Shuns Mum für Shun, und damit ist sie die ganze Zeit bei Shun gewesen, egal ob er gespielt oder nicht gespielt hat. Ihr ist es schwergefallen, sich später von Shun zu trennen.
Preyas – Aquos (Wasser) Preyas entwickelt sich, indem er seine Brüder Diablo und Angelo zu sich holt. Er hat die Eigenschaft Aquos, kann sie aber in jeder andere Eigenschaft ändern. Er ist die einzige Bakuganart, die seine Eigenschaft selbst ändern kann.
Gorem – Subterra (Erde) Er entwickelt sich nach dem Test in der Doom Dimension in Hammer Gorem. Er wollte sein ganzes Leben nur mit Julie verbringen, er hat sich immer auf sie verlassen, und er hat sich immer nur an ihre Sicherheit gedacht.
Tigrerra – Haos (Licht) So gleich wie ihre Freunde entwickelt sie sich nach dem Test in Blade Tigrerra. Tigrerra hat sich immer auf Runo verlassen.
Hydranoid – Darkus (Dunkelheit) Hydranoid ist das Bakugan von Masquerade. Wie auch Drago entwickelt er sich öfter: einmal in der realen Welt und einmal nach dem Kampf gegen den Darkus-Soldaten in der Doom-Dimension. Als Hydranoid sich zum ersten Mal mit Drago anlegte, hatte er das größte Powerlevel aller Bakugans, ohne sich weiterzuentwickeln. Später hat er sich zu einem Duo Hydranoid entwickelt und Drago als Delta Dragonoid in die Doom-Dimension verbannt. Als er als Alpha Hydranoid mit Drago als Überdragonoid gegeneinander gekämpft hat, verlor Hydranoid den Kampf. Später wurde er nicht mehr Masquerades Bakugan, sondern das Bakugan von Alice und zu einem Mitglied der Schicksalsspieler.
Wavern – Eigenschaft der Weißen Wavern hat wie ihr Bruder Naga die Weißen der Vergessenen. Sie trägt den Kern der Unendlichkeit in sich. Sie hat sich mit Joe (einem neuen Mitglied der Schicksalsspieler) verbündet, um den Spielern gegen den Kampf gegen Naga zu unterstützen.
Naga – Eigenschaft der Weißen Naga trägt den Kern der Ruhe in sich. Er ist Waverns Bruder. Später bekommt er den Kern der Ruhe. Er wollte den Kern der Ruhe in sich aufnehmen, um mehr Macht zu bekommen. Wavern wollte verhindern, dass Naga die Heimatwelt Vestroia zerstören würde, und deshalb hat sie den Kern der Unendlichkeit in sich aufgenommen.

## Produktion und Veröffentlichung
Die Serie wurde zunächst mit 51 Folgen von TMS Entertainment produziert. Dabei führte Mitsuo Hashimoto Regie, das Charakterdesign entwarf Yoshihiro Nagamori, und die künstlerische Leitung hatte Eiji Iwase inne. Die Serie wurde ab dem 10. April 2007 von TV Tokyo in Japan ausgestrahlt. 2009 folgte eine zweite Staffel, die dritte Staffel wird seit dem 23. Mai 2010 ausgestrahlt. 2011 folgte eine vierte Staffel.
Nach ihrer Ausstrahlung auf TV Tokyo wurde die Serie unter anderem ins Englische, Spanische und Deutsche übersetzt. Die englische Fassung startete dabei drei Monate nach Ausstrahlungsbeginn in Japan auf TV Tokyo bereits auf dem kanadischen Fernsehsender Teletoon, wo die Serie um eine Episode aufgestockt wurde. Weiterhin startete die Serie in den USA auf dem Sender Cartoon Network ab dem 24. Februar 2008, ehe sie am 25. Oktober 2008 auf den Philippinen ausgestrahlt wurde. In Spanien startete Bakugan – Spieler des Schicksals am 2. Februar 2009 unter dem Namen Los Guerreros Bakugan.
Die deutsche Fassung startete auf Tele 5 im März 2009, wo die Serie nach Angaben der Tele München Gruppe für eine Zielgruppe von 14 bis 49 Jahren angesetzt ist und mit einer Zuschauerzahl von 232.000 Zuschauern einen Marktanteil von 10 % unter Kindern erreichte.

### Synchronisation
| Rolle (jp./dt.)                 | Japanische Sprecher (Seiyū) | Deutscher Sprecher |
| ------------------------------- | --------------------------- | ------------------ |
| Danma Kuso/Daniel „Dan“ Kūsō    | Yū Kobayashi                | Niclas Lutz        |
| Shun Kazami                     | Chihiro Suzuki              | David Turba        |
| Runo Misaki                     | Eri Sendai                  | Julia Meynen       |
| Drago                           | Keiji Fujiwara              | Jaron Löwenberg    |
| Alice Gehabich/Alice Aldrin     | Mamiko Noto                 | Cathlen Gawlich    |
| Chōji Marukuro/Marucho Marukura | Ryō Hirohashi               | Cathlen Gawlich    |
| Julie Hayward/Julie Hannigan    | Risa Mizuno                 | Julia Stoepel      |
| Masquerade                      | Sōichirō Hoshi              | Wanja Gerick       |

### Musik
Die Musik der japanischen Fassung der Serie wurde komponiert von Takayuki Negishi (根岸貴幸 Negishi Takayuki).
Für die Vorspanne wurden folgende Lieder verwendet:
- In Bakugan Battle Brawlers (爆丸 バトルブローラーズ):
  - Number One Battle Brawlers (ナンバーワン・バトルブローラーズ Nanbā Wan Batoru Burōrāzu) interpretiert von Psychic Lover (サイキックラバー Saikikku Rabā)
  - Bucchigiri Infinte Generation (ブッちぎり∞ジェネレーション Butchigiri ∞ Generēshon) interpretiert von Psychic Lover
- In Bakugan Battle Brawlers New Vestroia (爆丸 バトルブローラーズ ニューヴェストロイア):
  - Cho! Saikyo! Warriors (超!最強!ウォーリアーズ) interpretiert von Psychic Lover

Die Abspanne wurden unterlegt mit den Titeln:
- Air Drive von Elephant Girl
- Hello von Yoshihito Onda & Za-bon
- Bang! Bang! Bakugan von Yoshifumi Ushima

Im Westen wurden folgende Titel verwendet:
Vorspann:
- This is Bakugan von Neil Parfitt

Abspann:
- This is Bakugan (instrumental) von Neil Parfitt

## Computerspiele
Zur Serie erschienen folgende Computerspiele (Action-Adventures):
- Bakugan Battle Brawlers (2009, Publisher Activision) für PS2, PS3, XBox 360, Wii und Nintendo DS
- Bakugan Battle Brawlers: Battle Trainer (2010, Activision) für Nintendo DS
- Bakugan Dimensions (2010, Publisher SpinMaster) ein MMO (PC)
- Bakugan Battle Brawlers: Arcade Battler (2010, Publisher Sega) Arcade-Spiel
- Bakugan: Beschützer des Kerns (2010, Activision) für Nintendo DS, Wii, PSP, PS3, und Xbox 360
- Bakugan: Rise of the Resistance (2011) für Nintendo DS